# Farstafontänen

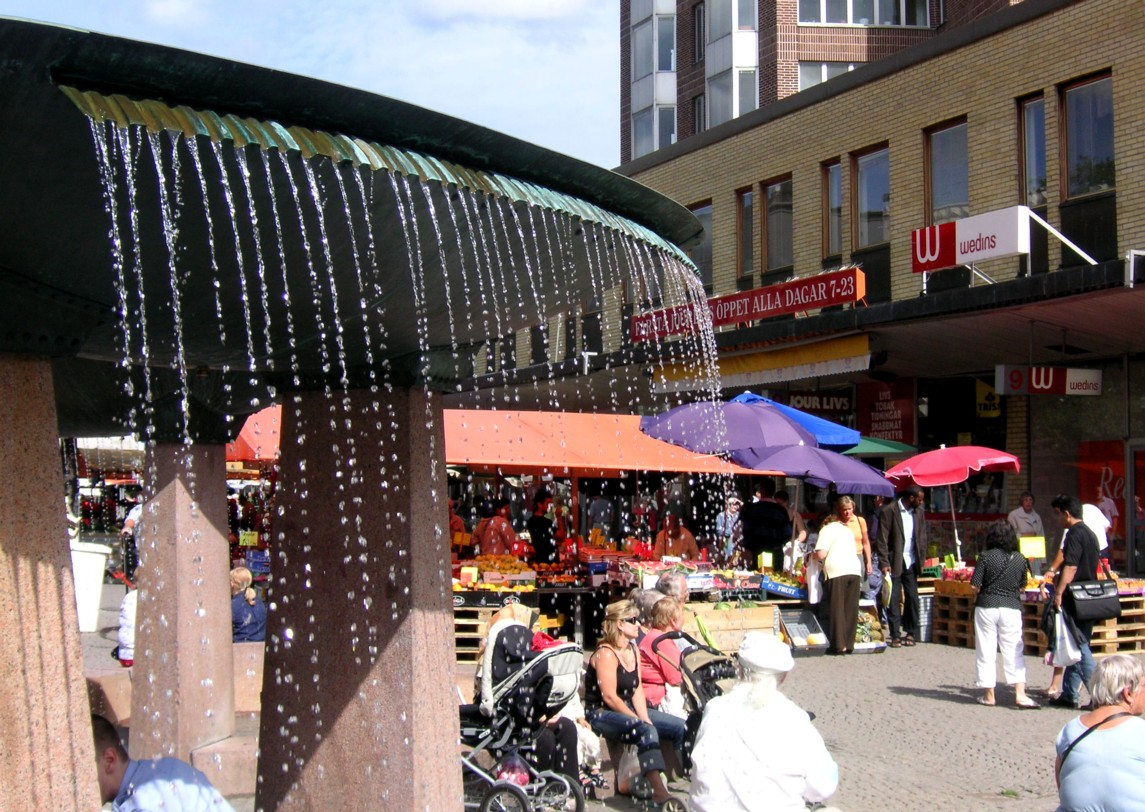
Farstafontänen i juli 2007.

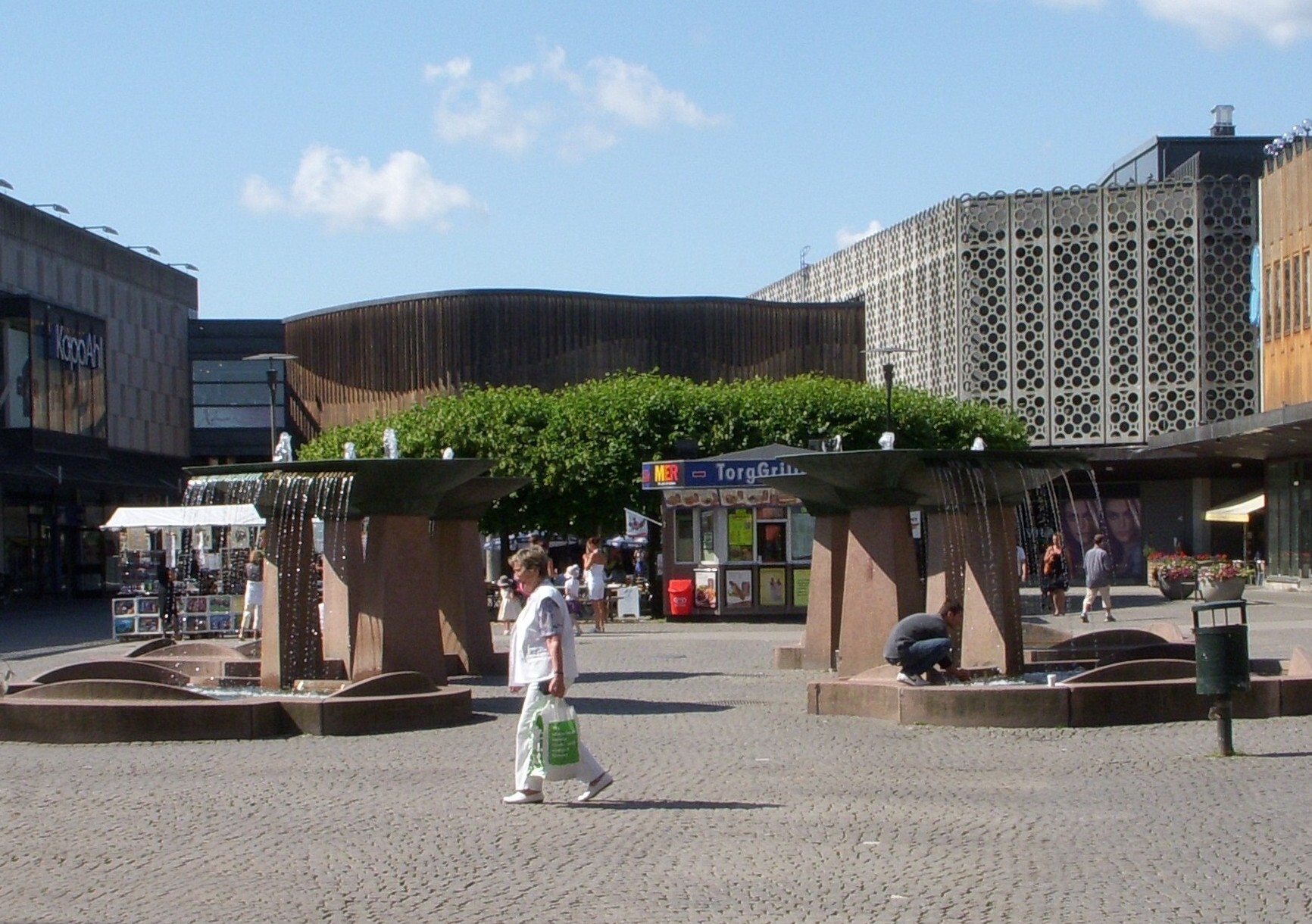
De fyra fontänerna, juli 2009.

Farstafontänen är ett vattenkonstverk bestående av fyra fontäner på Farsta torg i Farsta centrum, södra Stockholm. Fontänen restes 1960 och är ett verk av konstnären Per-Erik Willö.

## Historik
De nybyggda förstäder som växte fram kring Stockholm efter andra världskriget  planerades efter principen  ABC-stad, alltså med arbetsplatser, bostäder och centrum. Centrumanläggningens torg smyckades med fontäner. Bland dem fanns Farsta torg inom Farsta Centrum som stod färdig 1960. Torget var arkitekterna  Backström & Reinius arbete, som även svarade för stadsplanen. 
På torget restes fontänskulpturen Farstafontänen, ett verk av målaren och skulptören Per-Erik Willö. Fontänen är utformad som fyra stora skålar i koppar som vilar på pelare av röd granit. Skålarna är anordnade i en fyrkant med en skål i varje hörn. Vattnet strilar längs skålarnas kant i många små vattenfall ner i fontänbassängerna. I torgets nordöstra del fanns även en plaskdamm för barnen, som är numera överdäckad.